# Secret Dreams and Forbidden Fire
«Secret Dreams and Forbidden Fire» (укр. «Таємні мрії та заборонений вогонь») — шостий студійний альбом валлійської співачки Бонні Тайлер, випущений 3 травня 1986 року лейблом «Columbia Records», як продовження її п'ятого студійного диску, «Faster Than the Speed of Night» (1983). У процесі створення альбому, який тривав три роки, взяв участь продюсер Джимом Стейнменом, який продюсував попередній альбом Тайлер. До альбому вийшло сім синглів, першим з яких став «Holding Out for a Hero», що спочатку вийшов за два роки до його релізу як саундтрек фільму «Вільні». Альбом Тайлер включає в себе співпрацю з різними піснярми та запрошеними артистами, серед яких Тодд Рандґрен і Дезмонд Чайлд.
«Secret Dreams and Forbidden Fire» отримав загалом неоднозначні відгуки, але попри це він посів перше місце у Норвегії та 24-е у Великій Британії.

## Запис та реліз
Співпраця Бонні Тайлер з продюсером Джимом Стейнменом вже мала міжнародний успіх після випуску альбому «Faster Than the Speed of Night» 1983 року, та синглу до нього, «Total Eclipse Of The Heart», очолившого чарти у низці країн світу. Для альбому «Secret Dreams і Forbidden Fire» Стейнмен написав чотири нові пісні, дві з яких вийшли як сингли, «Holding Out for a Hero» і «Loving You's a Dirty Job but Somebody's Gotta Do It»
Стейнмен залучив до роботи над альбомом низку інших піснярів, зокрема Дезмонда Чайлда. Він сказав Чайлду, що йому потрібна пісня про 
андрогінію. «Мені потрібна особлива пісня. Куплет має звучати як Тіна Тернер, Б-секція — як „The Police“, „U2“ або „Hall & Oates“, а приспів — як Брюс Спрінгстін», — продовжував він Чайлд використовував словесний посібник при написанні пісні «If You Were a Woman (And I Was a Man)». Також він написав пісню «Lovers Again».
«Ravishing» спочатку була написана Стейнменом як інструментальний трек до альбому «The Wrestling Album» (1985) під назвою «Theme of Hulk Hogan's». Тайлер також записала пісню «Under Suspicion» під час створення альбому. Вона була написана нею самою, її братом Полом Гопкінсом і Пітером Оксендейлом. Ця пісня потрапила на Б-сторону синглу «Loving You's a Dirty Job but Somebody's Gotta Do It».
«Secret Dreams and Forbidden Fire» вийшов на 7 квітня в США, 21 квітня в Японії і у травні 1986 року в Європі.

## Оцінки критиків
«Secret Dreams and Forbidden Fire» отримав загалом неоднозначні відгуки від музичних оглядачів, причому більша частина критики була спрямована на музичного продюсера та автора хітів Джима Стейнмена. Стівен Вайн у першу чергу критикував тривалість треків, заявивши, що «лише батьки Бонні Тайлер захочуть слухати, як вона співає одну і ту ж пісню протягом шести хвилин, однак три з восьми мелодій у [альбомі] перевищують і цей проміжок часу». Далі він назвав альбом «набундюченою нудьгою», похваливши лише одну з написаних Стейнменом пісень, «Ravishing». Том Форд з видання «Toledo Blade» заявив, що «хоча Тайлер і демонструє здатність робити деякі цікаві речі, проте стомлююча громіздкість матеріалу бере верх над нею», підсумувавши, що «манірність, потурання своїм бажанням тут просто нестерпні». Пол Спілман з «The Age» висловив думку, що Тайлер і Стейнмен «глибоко загрузли в рутині», а сама музика здалася йому надмірною. «Тут є набори синтезаторів, шари перкусії, драматичні електронні прибамбаси і величезний продакшн: не дивно, що бідній старій Бонні доводиться кричати, щоб її почули», — сказав він, похваливши голос Тайлер. «Той факт, що їй вдалося врятувати хоча б кілька треків, свідчить про її вокальну силу». Він стверджував, що альбом — це приклад надмірного захоплення, відзначаючи довжину «Rebel Without a Clue» у вісім хвилин і тридцять п'ять секунд.
Альбом також отримав кілька позитивних відгуків. Джеррі Спенглер із «Deseret News» описав альбом як «чудову збірку мелодій з хорошим музичним розмаїттям та великою кількістю енергії». Даг Стоун з «AllMusic» ретроспективно заявив, що альбом «змальовує крутий портрет помпезності 80-х», але стверджував, що через відсутність таких пісень, як «Faster Than the Speed of Night» і «Total Eclipse of the Heart» з попереднього альбому, «Secret Dreams» і «Forbidden Fire» виглядає не дуже якісним порівняно з «Faster Than the Speed of Night». Девід Хілтбренд з «People» похвалив голос співачки, заявивши, що «блюзовий рев Тайлер має достатньо текстури, щоб зняти блиск з важких поп-аранжувань Стейнмена», і «Тайлер співає лише великими літерами, а Джим Стейнмен продюсує тільки в темпі повного галопу!».

## Сингли
Головний сингл альбому, «Holding Out for a Hero», спочатку вийшов 1984 року як саундтрек до фільму «Вільні». Після первісного релізу пісні, вона посіла перше місце в Австрії, Канаді, Німеччині та Швеції, досягнувши № 19 в кожній країні, і тільки № 96 у Великій Британії. Пісня була перевидана 1985 року і посіла перше місце в Ірландії і друге у Великій Британії, де вона отримала срібну сертифікацію від BPI за продаж понад 250 000 копій.
1985 року Джорджо Мородер запросив Тайлера записати пісню «Here She Comes» для відреставрованої версії німецького фільму «Метрополіс» 1927 року. Після цього, як другий сингл альбому вийшла пісня «Loving You's a Dirty Job but Somebody's Gotta Do It», виконана в дуеті з американським музикантом Тоддом Рандґреном. Хоча пісня не мала такого успіху як «Holding Out for a Hero», або «Here She Comes», але вона потрапила у «Топ-40» чартів Швейцарії, Франції та Бельгії.
«If You Were a Woman (And I Was a Man)» вийшла як третій сингл 1986 року. Найбільший успіх сингл мав у Франції, де досяг 6-го місця і отримав срібну сертифікацію від SNEP за продаж понад 250 000 копій. «Band of Gold» стала четвертим синглом альбому і останнім, що потрапив до чарту, досягнувши 81 місця у Великій Британії. Останні три сингли — «No Way to Treat a Lady», «Rebel Without a Clue» (зайняв лише 162 місце) і «Lovers Again» — не потрапили до світових чартів.

## Трек-лист
| Secret Dreams and Forbidden Fire (вінилове видання) | Secret Dreams and Forbidden Fire (вінилове видання)                         | Secret Dreams and Forbidden Fire (вінилове видання) | Secret Dreams and Forbidden Fire (вінилове видання) |
| #                                                   | Назва                                                                       | Автор                                               | Тривалість                                          |
| --------------------------------------------------- | --------------------------------------------------------------------------- | --------------------------------------------------- | --------------------------------------------------- |
| 1.                                                  | «Ravishing»                                                                 | Джим Стейнмен                                       | 6:20                                                |
| 2.                                                  | «If You Were a Woman (And I Was a Man)»                                     | Дезмонд Чайлд                                       | 4:46                                                |
| 3.                                                  | «Loving You's a Dirty Job but Somebody's Gotta Do It» (з Тоддом Рандгреном) | Джим Стейнмен                                       | 7:28                                                |
| 4.                                                  | «No Way to Treat a Lady»                                                    | Браян Адамс Джим Волленс                            | 4:23                                                |
| 5.                                                  | «Band of Gold»                                                              | Едіт Вейн Рональд Данбер                            | 5:40                                                |
| 6.                                                  | «Rebel Without a Clue»                                                      | Джим Стейнмен                                       | 8:30                                                |
| 7.                                                  | «Lovers Again»                                                              | Дезмонд Чайлд                                       | 4:13                                                |
| 8.                                                  | «Holding Out for a Hero»                                                    | Джим Стейнмен Дін Пітчфорд                          | 4:50                                                |
| 46:10                                               |                                                                             |                                                     |                                                     |

| Secret Dreams and Forbidden Fire (CD-видання) | Secret Dreams and Forbidden Fire (CD-видання)                               | Secret Dreams and Forbidden Fire (CD-видання) | Secret Dreams and Forbidden Fire (CD-видання) |
| #                                             | Назва                                                                       | Автор                                         | Тривалість                                    |
| --------------------------------------------- | --------------------------------------------------------------------------- | --------------------------------------------- | --------------------------------------------- |
| 1.                                            | «Ravishing»                                                                 | Джим Стейнмен                                 | 6:24                                          |
| 2.                                            | «If You Were a Woman (And I Was a Man)»                                     | Дезмонд Чайлд                                 | 5:15                                          |
| 3.                                            | «Loving You's a Dirty Job but Somebody's Gotta Do It» (з Тоддом Рандгреном) | Джим Стейнмен                                 | 7:47                                          |
| 4.                                            | «No Way to Treat a Lady»                                                    | Браян Адамс Джим Волленс                      | 5:17                                          |
| 5.                                            | «Band of Gold»                                                              | Едіт Вейн Рональд Данбер                      | 5:49                                          |
| 6.                                            | «Rebel Without a Clue»                                                      | Джим Стейнмен                                 | 8:35                                          |
| 7.                                            | «Lovers Again»                                                              | Дезмонд Чайлд                                 | 4:32                                          |
| 8.                                            | «Before This Night Is Through» (бонус-трек)                                 | Беппе Кантареллі Едріенн Андерсон             | 5:21                                          |
| 9.                                            | «Holding Out for a Hero»                                                    | Джим Стейнмен Дін Пітчфорд                    | 5:48                                          |
| 54:48                                         |                                                                             |                                               |                                               |

| Secret Dreams and Forbidden Fire (касетне-видання) | Secret Dreams and Forbidden Fire (касетне-видання)                          | Secret Dreams and Forbidden Fire (касетне-видання) | Secret Dreams and Forbidden Fire (касетне-видання) |
| #                                                  | Назва                                                                       | Автор                                              | Тривалість                                         |
| -------------------------------------------------- | --------------------------------------------------------------------------- | -------------------------------------------------- | -------------------------------------------------- |
| 1.                                                 | «Ravishing»                                                                 | Джим Стейнмен                                      | 6:24                                               |
| 2.                                                 | «If You Were a Woman (And I Was a Man)»                                     | Дезмонд Чайлд                                      | 5:15                                               |
| 3.                                                 | «Loving You's a Dirty Job but Somebody's Gotta Do It» (з Тоддом Рандгреном) | Джим Стейнмен                                      | 7:47                                               |
| 4.                                                 | «No Way to Treat a Lady»                                                    | Браян Адамс Джим Волленс                           | 5:17                                               |
| 5.                                                 | «Before This Night Is Through» (бонус-трек)                                 | Едріенн Андерсон Беппе Кантареллі                  | 5:21                                               |
| 6.                                                 | «Band of Gold»                                                              | Едіт Вейн Рональд Данбер                           | 5:49                                               |
| 7.                                                 | «Rebel Without a Clue»                                                      | Джим Стейнмен                                      | 8:35                                               |
| 8.                                                 | «Lovers Again»                                                              | Дезмонд Чайлд                                      | 4:32                                               |
| 9.                                                 | «Under Suspicion» (бонус-трек)                                              | Пол Гопкінс Пітер Оксендейл Бонні Тайлер           | 4:19                                               |
| 10.                                                | «Holding Out for a Hero»                                                    | Джим Стейнмен Дін Пітчфорд                         | 5:48                                               |
| 59:07                                              |                                                                             |                                                    |                                                    |

## Чарти
| Чарт (1986)                                               | Позиція |
| --------------------------------------------------------- | ------- |
| Австрія Austrian Albums (Ö3 Austria)                      | 23      |
| Канада Canada RPM Top Albums (RPM)                        | 94      |
| Європейський Союз European Top 100 Albums (Music & Media) | 17      |
| Фінляндія Finnish Albums (Suomen virallinen lista)        | 3       |
| Німеччина German Albums (Media Control)                   | 24      |
| Нова Зеландія New Zealand Albums (Recorded Music NZ)      | 45      |
| Норвегія Norwegian Albums (VG-lista)                      | 1       |
| Швеція Swedish Albums (Sverigetopplistan)                 | 6       |
| Швейцарія Swiss Albums (Schweizer Hitparade)              | 3       |
| Велика Британія UK Albums (OCC)                           | 24      |
| США Billboard 200                                         | 106     |
| США US Cashbox                                            | 90      |

| Чарт (1986)                                          | Позиція |
| ---------------------------------------------------- | ------- |
| Європейський Союз Eurocharts European Top 100 Albums | 66      |

## Сертифікації і продажі
| Регіон                                       | Сертифікація | Продажі  |
| -------------------------------------------- | ------------ | -------- |
| Франція (SNEP)                               | Золотий      | 100 000* |
| *продажі, що базуються лише на сертифікаціях |              |          |

## Учасники запису
Список учасників представлений згідно сайту AllMusic:
Технічний персонал
| - Ларрі Алексендер — мікшування - Нельсон Ейрс — асистент інженера - Рой Біттен — аранжування, асоційований продюсер - Грег Келбі — мастерінг - Рорі Додд — аранжування, вокальне аранжування - Нейл Дорфсмен — мікшування - Грег Едвард — мікшування - Ларрі Фест — асоційований продюсер, програмування - Еллен Фолі — вокалне аранжування - Джон Дженсен — асоційований продюсер, мастерінг-консультант - Дон Кеттелер — координація виробництва - Том Мелон — аранжування горну - Сер Артур Пейсон — мікшування - Стів Рінкофф — інженерінг - Джон Ролло — асоційований продюсер, інженерінг - Тодд Рандґрен — вокальне аранжування - Джон Філіп Шенейл — продюсер - Джо Стефко — програмування ударних - Джим Стейнмен — аранжування, керування, продюсер - Ерік Тройєр — вокальне аранжування | Інструментальний персонал - Рой Біттен — піаніно, синтезатор - Джиммі Бреловер — ударні, перкусія - Майкл Брекер — тенор-саксофон - Гірем Баллок — гітара - Стів Базлов — бас-гітара - Ларрі Фест — синтезатор - Том Мелон — тромбон - Едді Мартінез — гітара - Сід Макджинніз — гітара - Ленні Пікетт — саксофон - Джим Пах — тромбон - Ален Рабін — труба - Джон Філіп Шенейл — синтезатор - Стерлінг Сміт — ударні, піаніно, синтезатор - Лью Солофф — труба - Девід Тейлор — бас-тромбон - Макс Вайнберг — ударні - Арт Вуд — ударні |

| Візуальні та образні зображення - Боб Карлос Клерк — концепція, фотографія - Рік Хейлор — перукар - Рослав Шайбо — дизайн | Вокальний персонал - Бонні Тайлер — вокал - Тавата Еджі — бек-вокал - Рорі Додд — бек-вокал - Кертіс Кінг — бек-вокал - Сінді Міззел — бек-вокал - Тодд Рандґрен — вокал, бек-вокал - Холлі Шервуд — бек-вокал - Ерік Тройєр — бек-вокал | Управління - Девід Еспден — менеджмент |